# Mùa Chay

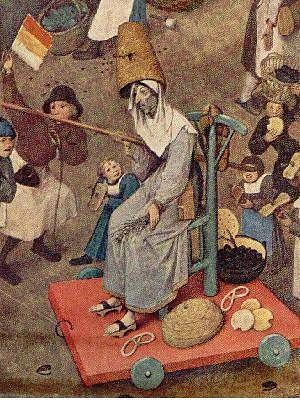
"Người ăn chay" như một hiện thân biểu tượng của Mùa Chay trong bức tranh Cuộc chiến giữa quyến rũ của lễ hội Carnival và ăn chay của Pieter Brueghel the Elder

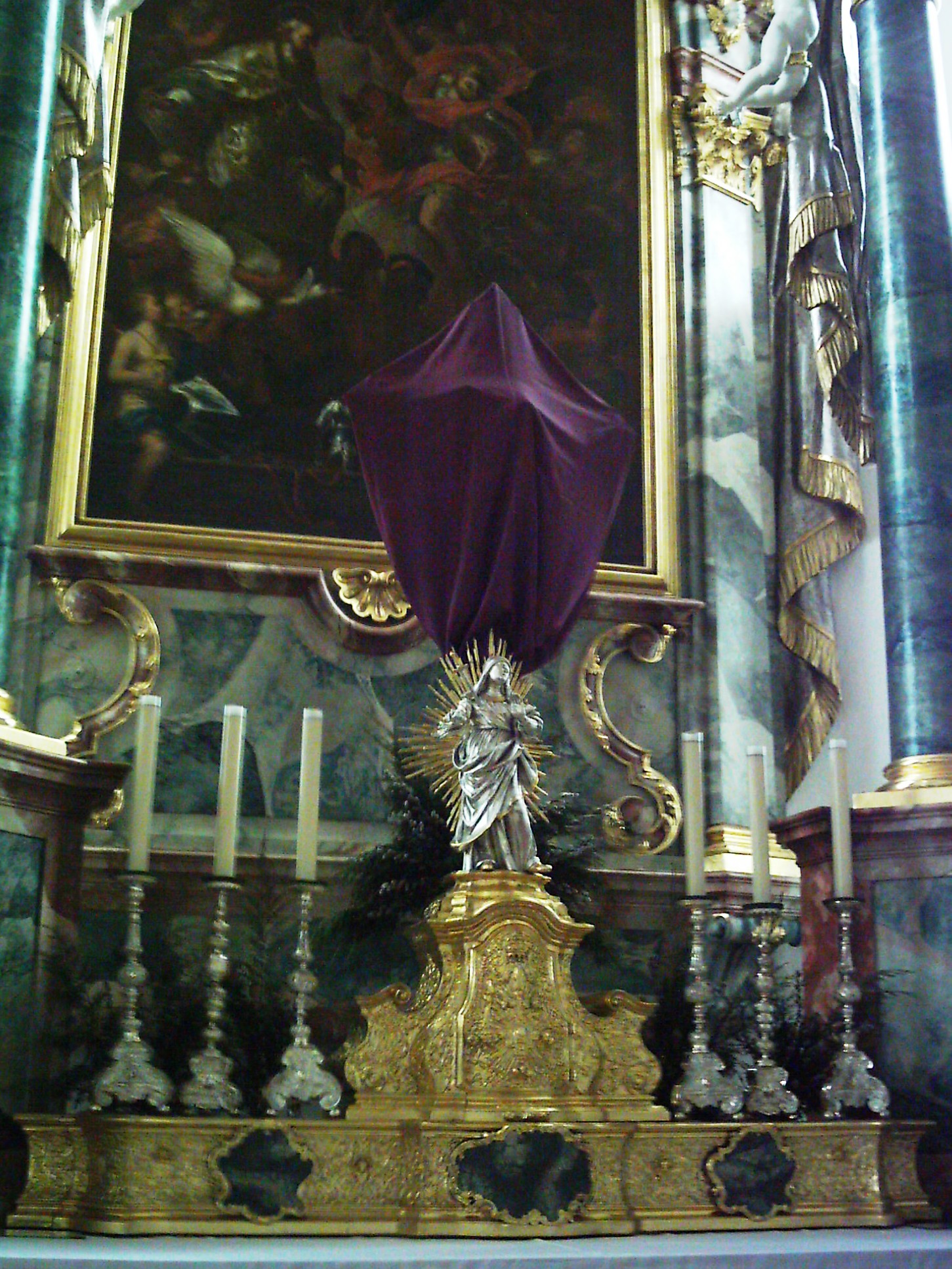
Tại một số nhà thờ, từ Chúa nhật thứ 5 của Mùa Chay, Thập giá và tượng được che phủ bằng vải màu tím

Mùa Chay hay Mùa Bốn mươi (Tiếng Anh: Lent, tiếng Latinh: Quadragesima) là một mùa phụng vụ quan trọng trong lịch phụng vụ của nhiều hệ phái Kitô giáo. Mục đích truyền thống của Mùa Chay là việc chuẩn bị của các tín hữu qua lời cầu nguyện, ăn năn, sám hối những tội lỗi, thực hành những việc bác ái, từ thiện và hãm mình. Sự kiện này, cùng với các phong tục giữ đạo đức liên quan, được thực hành bởi các Kitô hữu theo truyền thống Anh giáo, Chính thống giáo Đông Phương, Giáo hội Luther, Phong trào Giám Lý, Thần học Calvin và Giáo hội Công giáo Rôma. Ngày nay, hệ phái Anabaptist cũng tuân giữ Mùa Chay.
Trong Kitô giáo Tây phương, Mùa Chay kéo dài bốn mươi ngày tức khoảng sáu tuần lễ trước Lễ Phục Sinh, bắt đầu từ Thứ tư Lễ Tro và kết thúc trước Tam Nhật Vượt Qua chiều Thứ năm Tuần Thánh. Lễ Phục Sinh luôn luôn rơi vào một chủ nhật giữa ngày 22 tháng 3 và 25 tháng 4 vì vậy, Thứ tư Lễ Tro có thể rơi vào bất cứ thứ tư nào giữa ngày 4 tháng 2 và 10 tháng 3.
Số "bốn mươi" mang nhiều ý nghĩa Kinh thánh như: bốn mươi ngày tiên tri Moses trên Núi Sinai với Thiên Chúa, Thiên Chúa làm trận Đại hồng thủy bốn mươi ngày đêm, hành trình bốn mươi năm đến Đất Hứa của người Do Thái, lời kêu gọi sám hối của tiên tri Jonah cho Thành phố Nineveh và đặc biệt bốn mươi ngày chay Thánh là khoảng thời gian chuẩn bị tâm hồn để được hân hoan đón nhận ân sủng Phục Sinh.
Thời gian bốn mươi ngày cũng tượng trưng cho bốn mươi ngày Chúa Giê-su trong hoang địa, nhịn ăn và bị ma quỷ cám dỗ về ba phương diện của cuộc sống: lòng khao khát đời sống xác thịt, mong muốn quyền lực và lòng kiêu ngạo. Nhưng Chúa Giê-su đã vượt qua được bằng việc trích dẫn nhiều câu trong Kinh Thánh Cựu Ước để phản biện lại ma quỷ.
Theo truyền thống Kitô giáo Tây phương, bốn mươi ngày trong Mùa Chay được đánh dấu bởi việc ăn kiêng, làm từ thiện và hạn chế những thú vui, hạn chế đi du lịch, mua sắm. Ba việc thực hành truyền thống được coi trọng là cầu nguyện (công lý về phía Thiên Chúa), nhịn ăn (công lý về phía bản thân), và bố thí (công lý về phía tha nhân).
Thời cận đại, theo quy định của Giáo hội Công giáo đề cao tinh thần của việc ăn chay thì ngày Thứ tư Lễ Tro, Thứ sáu Tuần Thánh và tất cả các ngày thứ sáu trong các tuần của mùa chay buộc các tín đồ từ 14 đến 60 tuổi phải giữ chay và kiêng thịt (kiêng ăn thịt, nội tạng của các loài thú, chim,... không kiêng các loại hải sản, thủy sản,... các loại trứng và những thứ được chế biến từ sữa, mật ong). Ngày nay, luật này đã được nới lỏng chỉ buộc giữ chay và kiêng thịt vào Thứ tư Lễ Tro và Thứ sáu Tuần Thánh, những ngày khác tín hữu được khuyến khích ăn kiêng (ăn những món đạm bạc, không ăn những món xa xỉ, đắt tiền, không ăn vặt, không uống thức uống có cồn) hoặc ăn ít hơn bình thường (chỉ ăn một, hai bữa một ngày). (Lưu ý: ăn ít hơn hoặc ăn kiêng cũng được coi là một hình thức ăn chay chứ không bắt buộc phải kiêng ăn thịt, cá, trứng, sữa, mật ong như các tôn giáo khác chẳng hạn như Phật giáo)